# امرای انتخابگر

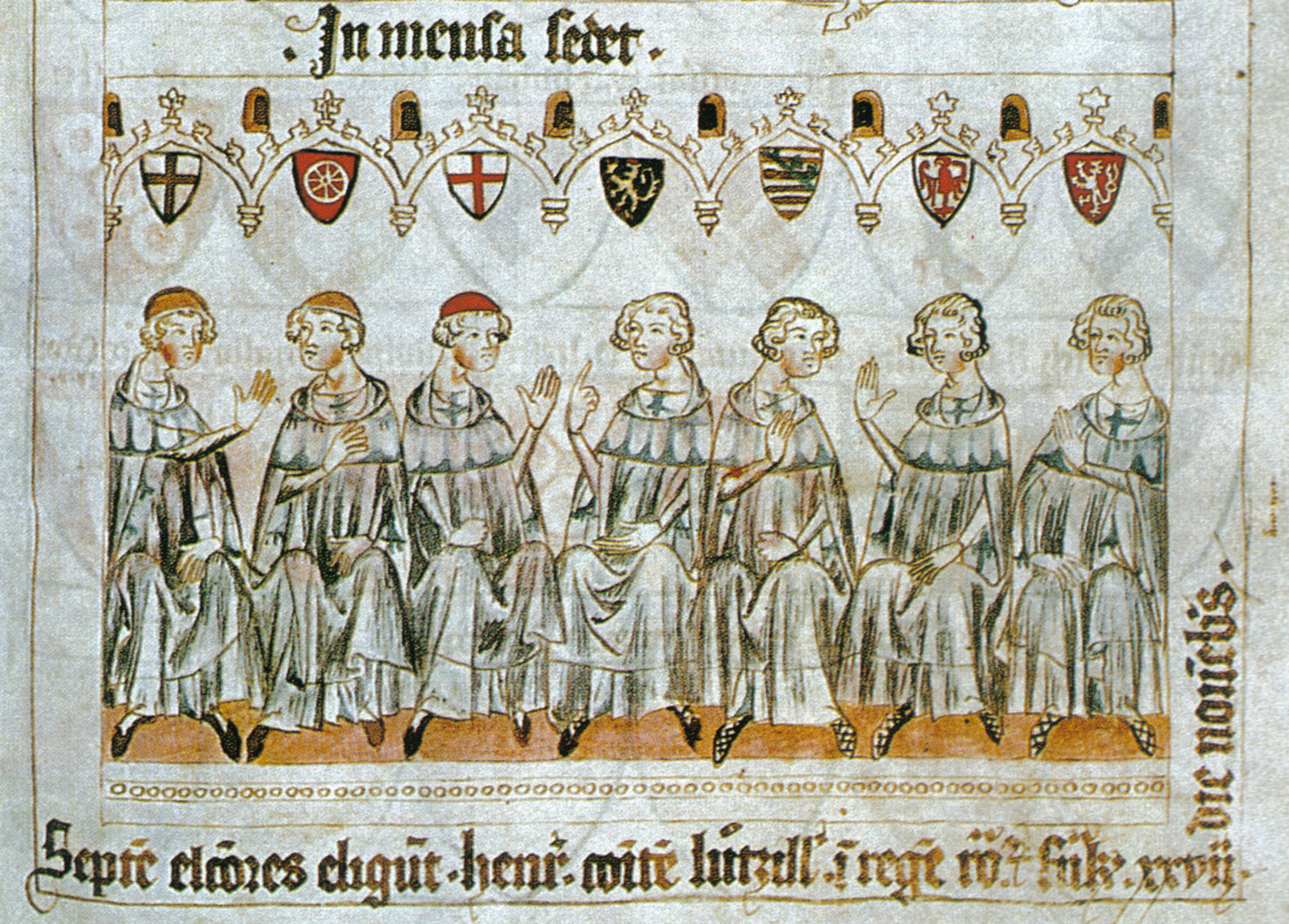

امرای انتخابگر (آلمانی: Kurfürst)، تعداد محدودی از امیرهای حاکم در امپراتوری مقدس روم بودند، که باهم انجمن انتخاباتی را تشکیل می‌دادند، و وظیفه آنها انتخاب امپراتور بود. این انجمن تشکیل شده بود از ۳ روحانی: اسقفِ ماینز، اسقف کلن، اسقف تریر و ۴ حکومت کننده: کنت راین، دوک زاکسن، کنت براندنبورگ و پادشاه بوهم. قرن ۱۷ به این انجمن دوک بایرن و دوکِ برونشوایگ-لونبورگ نیز اضافه شدند.